# Дорсет, Рэй
Рэймонд (Рэй) Эдвард Дорсет (англ. Raymond Edward Dorset; 21 марта 1946 года, Эшфорд, Кент, Англия) — британский певец, гитарист, автор песен, наибольшую известность получивший как фронтмен Mungo Jerry. Дорсет — автор самых известных песен группы, в числе которых  хит-синглы «In the Summertime», «Baby Jump», «Lady Rose», «You Don’t Have To Be in the Army to Fight in the War», «Alright Alright Alright», «Long Legged Woman Dressed in Black», «Hello Nadine».

## Биография
Свою первую группу Blue Moon Skiffle Group Рэй Дорсет образовал в 1957 году в одиннадцатилетнем возрасте. Исключённый из школы (за то, что явился на экзамен в золочёном кафтане), Дорсет поступил на работу женским парикмахером, а в свободное время играл с группой The Buccaneers, вместе с басистом Дэйвом Хатчинсом и ударником Дереком Сермоном (позже участником группы Кричащего Лорда Сатча). Изменив название на The Concords, группа приобрела известность, еженедельно появляясь в ричмондском клубе Station Tavern вместе с The Rolling Stones.
В 1967 года с клавишником Колином Эрлом (англ. Colin Earl) Дорсет образовал группу Memphis Leather и подписал контракт с лейблом Saga Records, тут же по требованию последнего переименовав состав в Good Earth. Группа выпустила дебютный альбом It’s Hard Rock & All That, который, как позже отмечали критики, остался в истории лишь благодаря балладе Дорсета «My Own Country», а кроме того инструментальному фрагменту, который позже был реализован в «Open Up», песне, ставшей хит-синглом Mungo Jerry 1972 года. Вскоре к группе присоединились Пол Кинг (гитара, казу), Майк Коул (контрабас, бас-гитара) и Джо Раш (перкуссия): так образовались Mungo Jerry, заимствовавшие названия из стихотворения Т. С. Элиота.
Мгновенный успех группе обеспечило выступление на сцене британского фестиваля в окрестностях Ньюкасла, после которого дебютный сингл «In The Summertime» стал мега-хитом, разойдясь только в Англии 6-миллионным тиражом. Он оставался в Top 50 двадцать недель, из которых 7 провёл на вершине списков. Этот триумф ознаменовал высшую точку в карьере группы. Mungo Jerry продолжали выпускать в Британии успешные синглы («Baby Jump», «Lady Rose»), но не смогли поддержать первый успех в международном масштабе, и к 1972 превратились в группу Рэй Дорсета, постоянно менявшего состав аккомпанирующих музыкантов.
В 1972 году Дорсет выпустил первый сольный альбом Cold Blue Excursion, за которым последовал A Case For The Blues (1987), записанный при участии Питера Грина, экс-гитариста Fleetwood Mac.
В 2002 году в издательстве A&F Publications вышла биография Рэя Дорсета и Mungo Jerry, «Beyond The Summertime» (авторы — Джон ван дер Кисте и Дерек Уэйдсон).